# トマス・アンドレ・トランブレ
トマス・アンドレ・トランブレ (仏:Thomas André Tremblay、1931年4月14日 - 2021年3月23日) は日本の修道士、教育者。
神奈川県横浜市の私立、聖光学院中学校・高等学校の学校長(1984-2004)、同校の学院長(2004-2021)、学校法人聖マリア学園の理事長(2006-2011)を務めた。89歳没。

## 経歴
- 1931年4月14日 カナダケベック州シャウィニガンに誕生。
- 1946年 キリスト教教育修士会に入会。
- 1952年7月 修道誓願を宣立し、修道士としての人生が始まる。
- 1953年8月 モントリオール大学文学部卒業。
- 1955年6月 オックスフォード大学文学部卒業。
- 1955年8月 来日。
- 1955年9月 横浜セント・メリーズ・スクール 奉職。
- 1956年9月 神奈川県大和市ファティマ聖母少年の町児童養護施設 奉職。
- 1961年3月 聖光学院中学校・高等学校 教諭。
- 1984年3月 同校の学校長に就任。
- 2004年4月 同校の学院長に就任。
- 2006年5月 学校法人聖マリア学園の理事長に就任。
- 2021年3月23日 帰天。

## 人物
2021年の8月9日  、NHKのハートネットTV「ぼくらは“戦友”だった〜ボーイズ・タウンの子どもたち〜」にて、トマス氏がボーイズタウン(神奈川県大和市ファティマ聖母少年の町児童養護施設)で働いていたことが紹介され、当時ボーイズタウンで生活していた児童の一人、岩波望さんが恩師であるトマス氏に対する思いを語った。
「トマス先生は僕の人生の中でいちばん大事な存在の人。一人寂しく便所で泣いてて、もう死にたいって、トマス先生に相談したの。そうしたらトマス先生が『死ぬことを考えるのやめなさい』と。神様は見守ってるから、人生つらいときも楽しいときもあるからって。それからだね。つらくても死を考えなかった。だからここまで生き延びられた。トマス先生の影響でね。」

## 受賞
- 1992年5月 神奈川県県民功労者表彰。
- 2005年4月 瑞宝小綬章。